# Policja we Francji

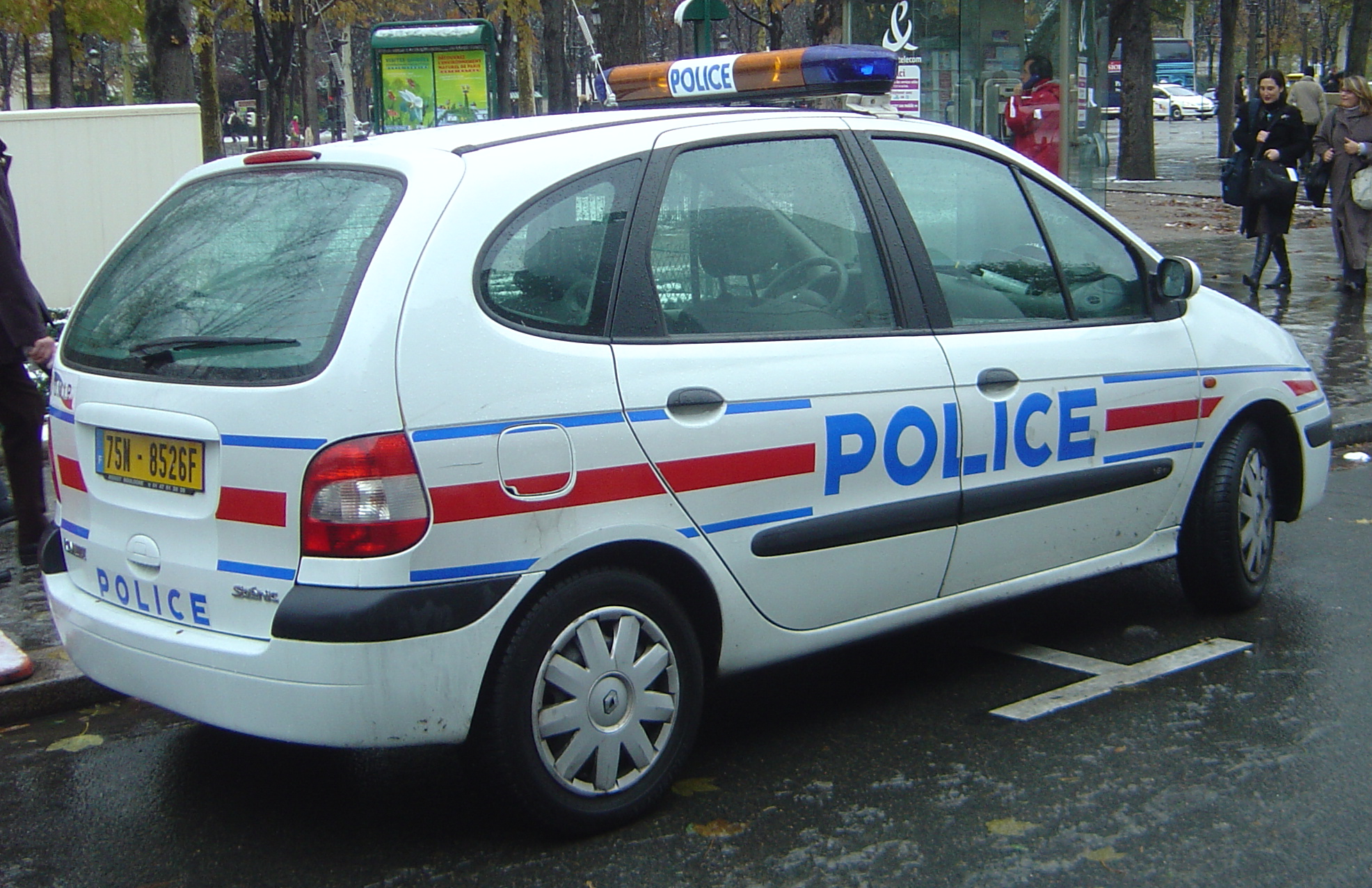
samochód policyjny w Paryżu

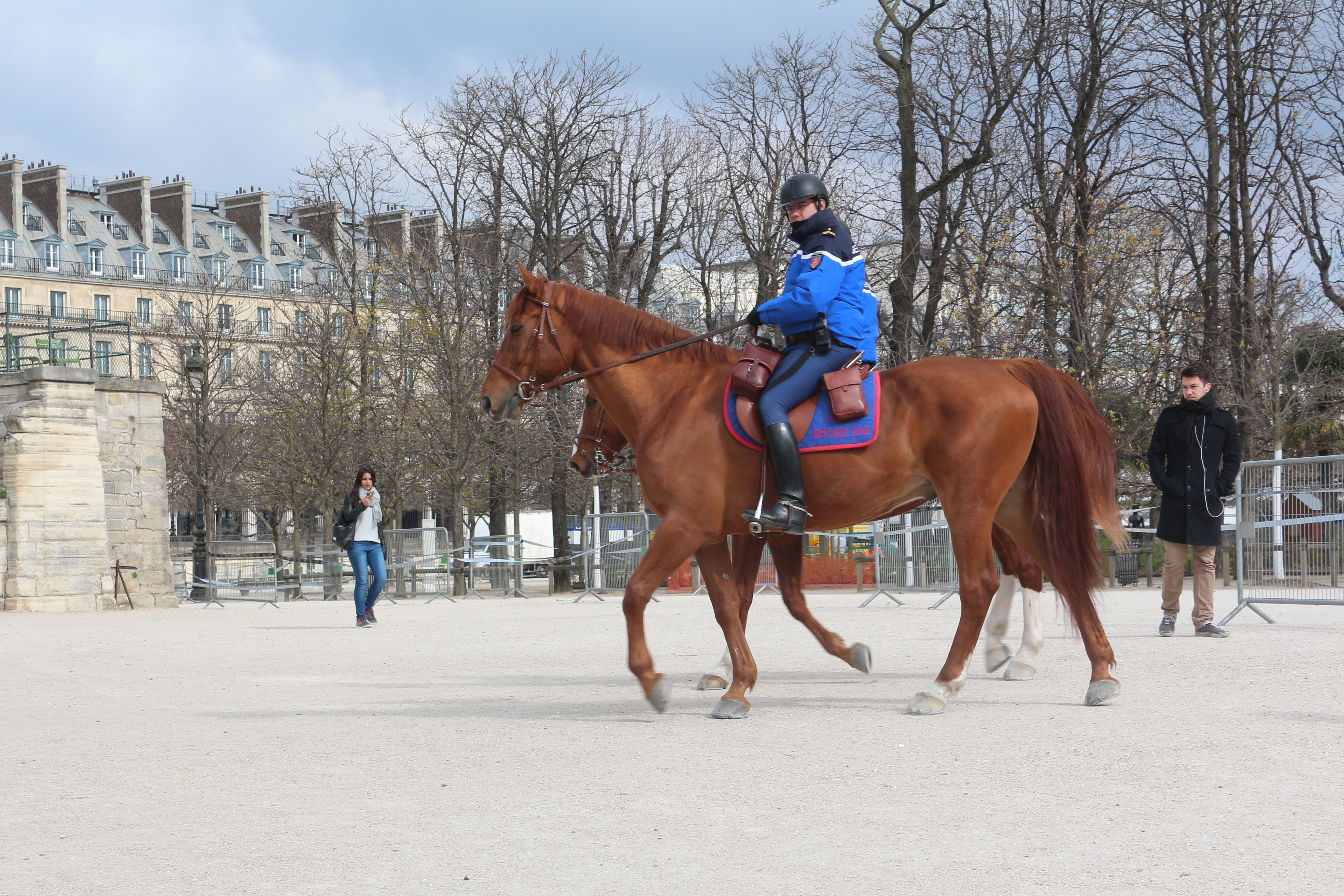
Paryska policja konna

We Francji zadania policji podzielone są na trzy urzędy, Police nationale (Policja Narodowa) która podlega Ministerstwu Spraw Wewnętrznych RF, Police municipale (Policja miejska), podlegająca burmistrzom poszczególnych powiatów oraz Gendarmerie nationale (Żandarmeria Narodowa) będąca częścią francuskich sił zbrojnych, od 1 stycznia 2009 podlega Ministerstwu Spraw Wewnętrznych.

## Struktura Police nationale
- Direction générale de la Police nationale
  - Direction de l'administration de la police nationale (Dyrekcja Administracji Policji Narodowej)
  - Direction de la formation de police nationale (Dyrekcja Szkolenia Policji Narodowej)
  - Direction centrale de la police judiciaire (Centralna Dyrekcja Policji Sądowej) – policja kryminalna
  - Direction centrale de la sécurité publique (Centralna Dyrekcja Bezpieczeństwa Publicznego) – policja prewencyjna
    - Groupes d'Intervention de la Police Nationale (Grupy Interwencyjne Policji Narodowej) – jednostki antyterrorystyczne: podobnie jak w Polsce są to regionalne oddziały specjalne do działań szturmowych, zatrzymywania niebezpiecznych przestępców, uwalniania zakładników w sytuacjach nie wymagających bardziej rozbudowanych sił,

  - Direction centrale de la police aux frontières (Centralna Dyrekcja Straży Granicznej)
  - Inspection générale de la police nationale (Generalny Inspektorat Policji Narodowej) – wydział wewnętrzny
  - Direction centrale des compagnies républicaines de sécurité (Centralna Dyrekcja Republikańskich Kompanii Bezpieczeństwa) – oddziały policji prewencyjne
  - Service de coopération technique internationale de police (Policyjna Służba Międzynarodowej Kooperacji Technicznej)
  - Direction Centrale du Renseignement Intérieur – kontrwywiadowcza służba specjalna
  - Service de protection des hautes personnalités (Służba Ochrony Rządu) ochrona dygnitarzy państwowych
  - Préfecture de Police (Prefektura Policji) – policja paryska
  - Recherche Assistance Intervention Dissuasion (w skrócie: "RAID") – jednostka kontrterrorystyczno-ratunkowa, zajmuje się uwalnianiem zakładników w ramach poważnych incydentów na poziomie krajowym, służy także wsparciem specjalistycznym personelem pozostałym komórkom policji w razie konieczności. Twórcami tej jednostki w latach 80. XX wieku byli m.in. Ange Mancini i Peerre Broussard. Podobnie jak oddział żandarmerii GIGN stanowi główną siłę do zwalczania terroru we Francji, wspierając bardziej doświadczoną jednostkę.